# Кайры
Кайры (лат. Uria) — род птиц из семейства чистиковых (Alcidae). Это морские птицы, распространённые в северном полушарии. В период гнездования обитают на скалистых побережьях. Селятся большими колониями, которые образуют так называемые «птичьи базары».

## Внешний вид
Оба вида — тонкоклювая кайра (Uria aalge) и толстоклювая кайра (Uria lomvia) — по размеру насчитывают от 39 до 48 см и весят около 1 кг. После исчезновения бескрылой гагарки (Pinguinus impennis) они являются самыми крупными представителями чистиковых. Верхняя сторона у них окрашена в чёрный, нижняя — в белый цвет. При зимнем оперении белая окраска распространяется и на шею, которая летом чёрная. Клюв всегда чёрный.

## Распространение
Ареал гнездования тонкоклювой кайры распространяется на побережья северной Атлантики и северного Тихого океана, а также прилегающие побережья Северного Ледовитого океана. На юге он доходит до Британских островов и Португалии, в Тихом океане до Корейского полуострова, севера Японии и Калифорнии. Толстоклювые кайры гнездятся в более северных широтах, в арктических водах. Самыми южными пределами её обитания являются Исландия, Ньюфаундленд, Сахалин, Курильские острова и остров Кадьяк.

## Размножение

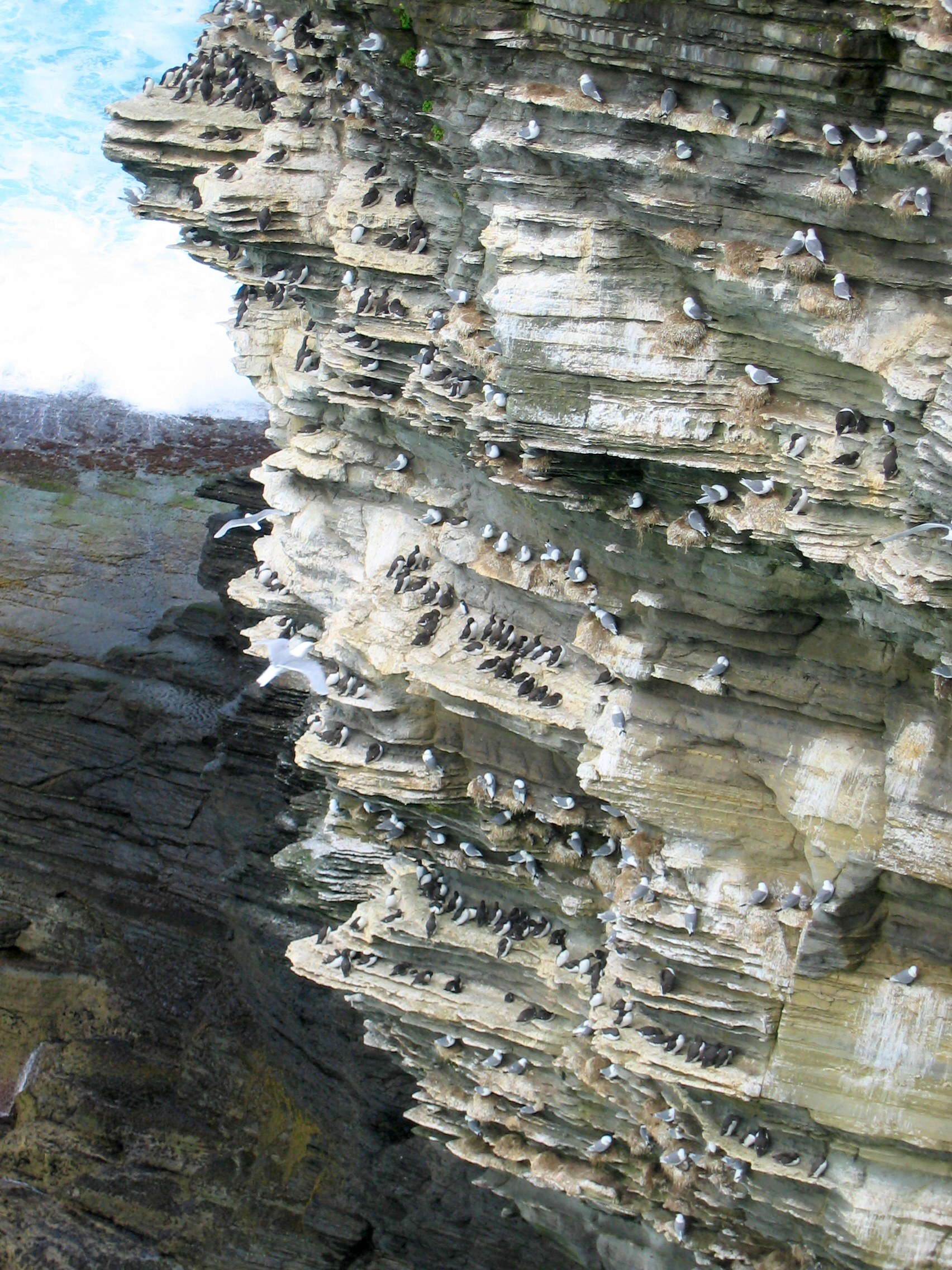
Колония кайр

Кайры гнездятся на практически недоступных скалах и утёсах. Самка откладывает яйцо на голые уступы скал. Яйцо имеет грушевидную заостренную форму, ни одна птица не откладывает яйца такой формы. Кайры селятся очень плотно, до 20 пар на квадратный метр и не строят гнезд. Как следствие скалы плотно покрываются экскрементами птиц. Микробы представляют угрозу плоду. Скорее всего такая форма яйца позволяет поднять широкую часть яйца еще выше над экскрементами, в ней и находится голова птенца.  Также такая форма делает затруднительным скатывание яйца со скалы. Яйцо индивидуально раскрашено, 8 х 5 см в размере. Ещё не имея перьев, нелетающие птенцы прыгают в море с высоты до 40 м. Там их кормят родители, пока они не обретают способность летать. Это необычное поведение появилось в результате того, что взрослые птицы довольно тяжёлые, а их крылья относительно маленькие. Таким образом, они не могут переносить в воздухе много добычи. Когда птенцы становятся крупнее и нуждаются в большем количестве пищи, чем родители могут им принести, они совершают свой необычный прыжок.